# Hugh Marwick
Hugh Marwick (* 30. November 1881 auf Rousay, Orkney; † 21. Mai 1965 in Kirkwall) war ein orkadischer Gelehrter, der durch seine Forschungen über das Norn (die alte lokale Sprache auf Orkney) bekannt wurde.
Er machte seinen Magister an der Universität Edinburgh, wo er 1926 auch seinen Doktorgrad für seine Arbeit über das orkadische Norn erhielt. Während er forschte und schrieb, war er Direktor der Kirkwall Grammar School (damals noch Burgh School genannt). Er wurde 1914 zum Direktor ernannt, nachdem er einige Jahre in Lancashire unterrichtet hatte. Er blieb bis 1929 Direktor der Schule. Danach wurde er bis 1946 Vorsitzender des Orkadischen Bildungskomitees.
Marwick war 1922 einer der Gründer und 17 Jahre lang auch Sekretär der Orkney Antiquarian Society (dt.: Orkadische Altertümergesellschaft). Während dieser Zeit veröffentlichte er einige Aufsätze. Er war auch Mitglied der Society of Antiquaries of Scotland (dt.: Gesellschaft der Antiquare Schottlands).
1965 wurde er zum Offizier des Order of the British Empire ernannt.

## Werke
- The Orkney Norn. 1926 Universität Edinburgh D.Litt. Thesis, London 1929. (Oxford University Press) 232 S.
- The Place Names of Rousay. 1947
- Orkney. London 1951. 287 S.
- Orkney Farm-Names. Kirkwall 1952. 266 S.
- Ancient Monuments in Orkney. Edinburgh 1952.

| Personendaten    | Personendaten                               |
| ---------------- | ------------------------------------------- |
| NAME             | Marwick, Hugh                               |
| KURZBESCHREIBUNG | orkadischer Linguist, Schuldirektor und OBE |
| GEBURTSDATUM     | 30. November 1881                           |
| GEBURTSORT       | Rousay, Orkney                              |
| STERBEDATUM      | 21. Mai 1965                                |
| STERBEORT        | Kirkwall                                    |